# Скобарихин, Витт Фёдорович
Витт Фёдорович Скобарихин (25 июня 1910 — 25 августа 1989) — советский лётчик-ас истребительной авиации и военачальник, Герой Советского Союза (1939). Полковник (1948).

## Биография
Родился 25 июня 1910 года в Москве, в семье рабочего-текстильщика. Отец с началом Первой мировой войны был призван в армию и погиб на фронте. Мать с детьми в 1918 году переехала в деревню Каляево, где Витт окончил неполную среднюю школу. В 1925 году вернулся в Москву и поступил учеником на ткацкую фабрику «Красный текстильщик». После окончания школы ФЗУ работал на ней картонщиком, помощником мастера. С 1930 года без отрыва от производства учился в вечернем Московском текстильном техникуме. Член ВКП(б) с 1930 года.
В Красной Армии с мая 1931 года, по спецнабору ВКП(б). Окончил Ленинградскую военно-теоретическую школу ВВС в 1932 году, 14-ю военную школу лётчиков в городе Энгельсе.
С июня 1933 года служил в 92-м разведывательном авиаотряде ВВС Забайкальского военного округа: старший лётчик, командир звена. В октябре 1936 года назначен командиром звена 21-й истребительной эскадрильи 7-й авиационной бригады в том же округе, с сентября 1937 года — командир авиаотряда в этой эскадрилье. В марте 1938 года старший лейтенант В. Ф. Скобарихин был переведён в 22-й истребительный авиационный полк 23-й авиабригады ВВС ЗабВО на должность помощника командира эскадрильи. И-16, а в 1939 года назначен командиром эскадрильи.
В мае-сентябре 1939 года участвовал в боях с японскими милитаристами в районе реки Халхин-Гол в составе 22-го истребительного авиационного полка. Воевал на истребителе И-16. За отличия и умелое командование на фронте назначен командиром эскадрильи. За время боёв старший лейтенант В. Ф. Скобарихин совершил 169 боевых вылетов, в 26 воздушных боях сбил 5 самолётов противника лично и 6 в группе. 1 японский истребитель Nakajima Ki-27 сбил тараном.
За мужество и героизм, проявленные при выполнении воинского долга, Указом Президиума Верховного Совета СССР от 29 августа 1939 года старшему лейтенанту Витту Фёдоровичу Скобарихину присвоено звание Героя Советского Союза.
После завершения боевых действий осенью 1939 года назначен инспектором по технике пилотирования ВВС 1-й армейской группы, затем на такой же должности в ВВС Сибирского и Забайкальского военных округов. В феврале 1941 года майор Скобарихин назначен командиром 64-го штурмового авиационного полка ВВС Забайкальского ВО. С августа 1941 года командовал 89-й штурмовой авиационной дивизией ВВС 36-й армии Забайкальского фронта. С января по май 1942 года учился на курсах усовершенствования начальствующего состава при Военной академии командного и штурманского состава ВВС Красной Армии.
Участник Великой Отечественной войны с июня 1942 года, когда был назначен заместителем командира 201-й истребительной авиационной дивизии 1-й воздушной армии Западного фронта. В рядах этой дивизии прошёл весь боевой путь на фронте. В августе 1942 года дивизия была передана на Сталинградский фронт, в январе 1943 — на Южный фронт, в апреле 1943 года — на Северо-Кавказский фронт, в июле 1943 — на Воронежский фронт. За отличия при выполнении заданий командования и массовый героизм личного состава 201-я Сталинградская истребительная авиационная дивизия приказом Народного комиссара обороны СССР от 24 августа 1943 года была переименована в 10-ю гвардейскую Сталинградскую истребительную авиационную дивизию. Уже под гвардейским знаменем дивизия сражалась на Воронежском, с октября 1943 — на 1-м Украинском, с августа 1944 — на 4-м Украинском фронтах.
За три года войны подполковник В. Ф. Скобарихин участвовал в Первой Ржевско-Сычёвской и в Сухиничско-Козельской операциях, в
Сталинградской битве, в Ростовской и Ворошиловградской операциях, в воздушном сражении на Кубани, в  Курской битве, в Изюм-Барвенковской и Донбасской операциях, в битве за Днепр, в Корсунь-Шевченковской, Никопольско-Криворожской, Проскуровско-Черновицкой, Одесской, Львовско-Сандомирской, Восточно-Карпатской, Западно-Карпатской, Моравско-Остравской, Пражской наступательных операциях. Лично занимался подготовкой личного состава к боевым действиям, на передовых наземных командных пунктах руководил воздушными боями. В наградном листе от августа 1944 года указано, что он к тому времени выполнил 112 боевых вылетов на фронтах Великой Отечественной войны (сбитых немецких самолётов не имел).
После войны продолжил службу в той же дивизии. Позднее командовал истребительной авиационной дивизией в Прикарпатском военном округе. В августе 1948 года направлен на работу в ДОСААФ, с октября был начальником отдела в Управлении авиационной подготовки и переподготовки Центрального комитета ДОСААФ, с января 1950 года работал старшим инспектором-лётчиком Московского областного комитета ДОСААФ. С июля 1954 года — в запасе.
Жил в Москве. С 1962 года работал научным сотрудником музея—панорамы «Бородинская битва».
Похоронен в Москве на Хованском кладбище.

## Награды
- Медаль «Золотая Звезда» Героя Советского Союза № 195 (29.08.1939);[5]
- два ордена Ленина (29.08.1939, …);
- два ордена Красного Знамени (28.05.1945, 13.06.1952);
- три ордена Отечественной войны 1-й степени (26.07.1943, 21.08.1944, 11.03.1985);
- орден Красной Звезды (5.11.1946);
- медаль «За боевые заслуги» (3.11.1944);
- медаль «За оборону Кавказа»;
- медаль «За оборону Сталинграда»;
- медаль «За освобождение Праги»;
- ряд других медалей СССР;
- иностранные награды:
  - 2 ордена Красного Знамени (Монголия, 1939, 15.08.1959);
  - «Военный Крест 1939 года» (Чехословакия);
  - Медаль «30 лет Халхин-Гольской Победы» (Монголия, 15.08.1969)
  - Медаль «50 лет Монгольской Народной Революции» (Монголия, 16.12.1971)
  - Медаль «60 лет Вооружённым силам МНР» (Монголия, 09.09.1985)

## Память
- В Медыни, 9 мая 2015 г., на Аллее Героев установлен бюст В. Ф. Скобарихина[6].